# Maria Răducanu
Maria Răducanu (n. 3 noiembrie 1967, Huși, județul Vaslui) este o cantautoare și cântăreață cu voce de tip soprană, cu o largă deschidere interpretativă, combinând jazz, etno-jazz, muzică veche europeană și fado cu muzică populară românească..
Cantautoarea are o predilecție de a interpreta cântece din repertoriul Mariei Tănase, cu care a fost comparată adesea, dar a fost de asemenea considerată a fi reprezentativă pentru „noul val românesc” de jazz.

## Biografie
A studiat vioara și chitara și literatura franceză la Universitatea Alexandru Ioan Cuza din Iași și înainte de 1989 s-a transferat la București pentru că dorea să poată studia jazz.

## Activitate
A cântat cu artiști precum Johnny Răducanu, Mircea Tiberian, Pedro Negrescu, Sorin Romanescu, Niko Meihold, Jan Roder, și alții.  În 13 august 2011 Maria Răducanu împreună cu Pedro Negrescu a concertat pro bono la festivalul FânFest, Roșia Montană în cadrul campaniei „Salvați Roșia Montană” Maria se consideră „o bocitoare de rit bizantin,” conform prezentării făcute la începutul spectacolului din 3 aprilie 2013, care a avut la Tulcea. A avut numeroase concerte în Franța, Germania, SUA.

## Discografie
- Spitalul Amorului (2020) cu Maria Răducanu Quartet
- Ziori (Octombrie 2010), cu Marc Ribot (la chitară și bas) și Nicolai Adi Chiru (a doua chitară)

1. Trei măsline
2. Cântec de cunună
3. Am ibovnic la Mizil
4. În grădină la Ion
5. Ziori
6. Trei lumini
7. Până când nu te iubeam
8. Pe deal pe la Cornățel

- Pure Music (The End Film, 2008) cu Krister Jonsson (la chitară)
- Troika – Chansons Russes (Arbore Sonor, 2005) cu Maxim Belciug (la chitară)
- La Tarara – Chansons Espagnoles (Arbore Sonor, 2005) cu Maxim Belciug ( la chitară)
- Cântece din Rǎsǎrit / Chants du Levant (Institut Francais de Bucarest, 2005) cu Jan Roder (bas)
- Lumini (La Strada Music, 2004) cu Mircea Tiberian (la pian)
- Viața Lumii (2003) cu Mircea Tiberian Quartet
- Colinde (La Strada Music, 2002) cu Vlaicu Golcea (la dublu bas) și Sorin Romanescu (la chitară)
- Pe vale (La Strada Music, 2002) cu Vlaicu Golcea (la dublu bas) și Sorin Romanescu (la chitară) (nominalizare pentru cea mai bună creație jazz)